# المزاج الحقيقي

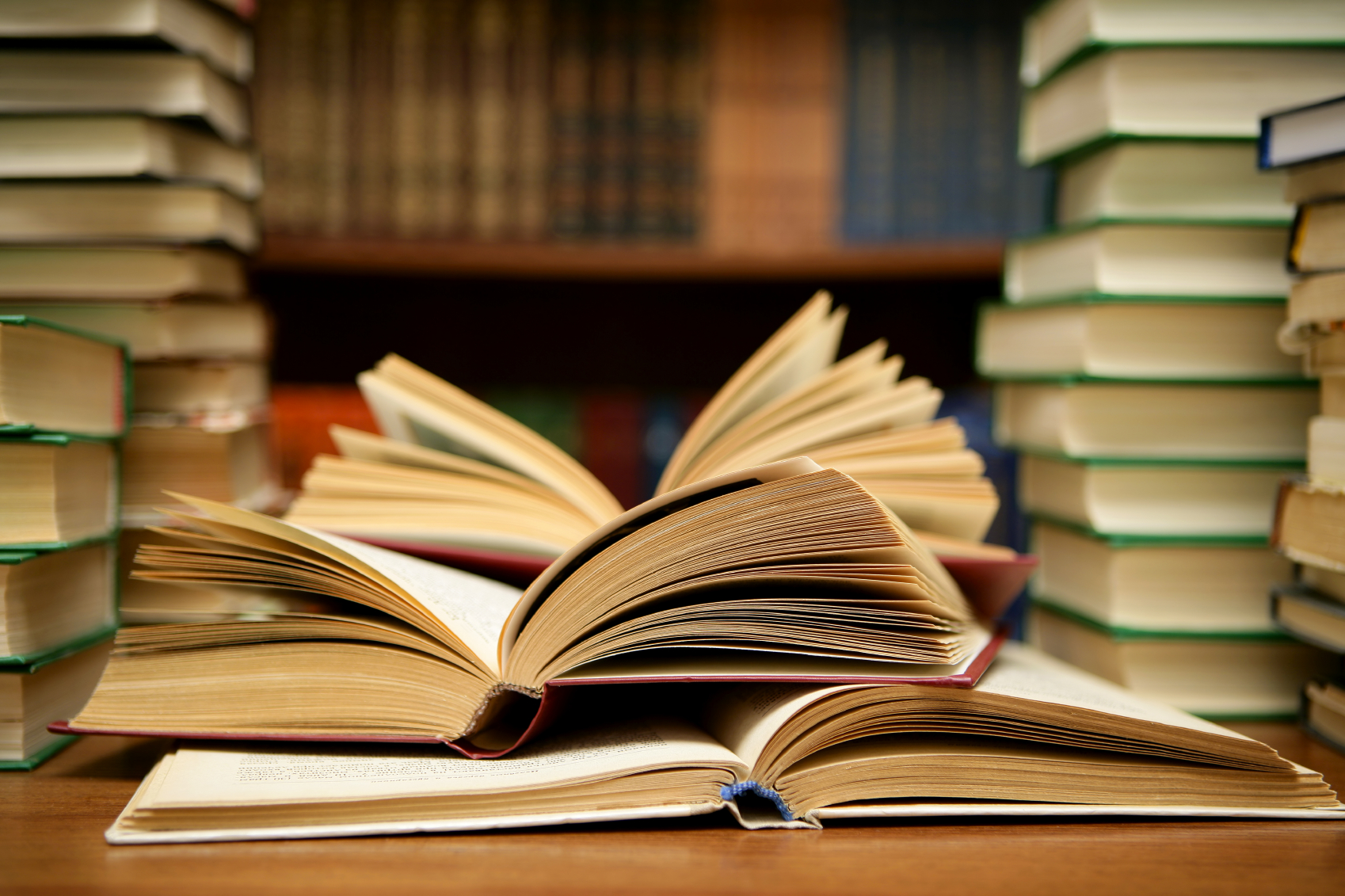

المزاج الحقيقي (الحقيقي المختصر) (بالإنجليزية: Realis_mood)‏ مزاج نحوي يستخدم بشكل أساسي للإشارة إلى أن شيئًا ما هو بيان للحقيقة؛ بمعنى آخر، للتعبير عما يعتبره المتحدث حالة معروفة، كما في الجمل التوضيحية. تمتلك معظم اللغات مزاجًا حقيقيًا واحدًا يسمى الحالة المزاجية الإرشادية، على الرغم من أن بعض اللغات لديها مزاج واقعي إضافي، على سبيل المثال للتعبير عن مستويات مختلفة من اليقين. على النقيض من ذلك، يتم استخدام الحالة المزاجية غير الواقعية للتعبير عن شيء غير معروف في الواقع.
يظهر مثال على التناقض بين الحالة المزاجية الواقعية والحالة المزاجية غير الواقعية في الجمل الإنجليزية يعمل ومن الضروري أن يعمل. في الجملة الأولى، تعتبر الأعمال شكلًا إرشاديًا (حقيقيًا) للفعل، وتستخدم لتأكيد مباشر على العالم الحقيقي. في الجملة الثانية، يكون العمل في مزاج الشرط، وهو مزاج غير واقعي - هنا لا يعبر العمل هنا بالضرورة عن حقيقة حول العالم الحقيقي (قد يرفض الضرورة ويرفض العمل)، ولكنه يشير إلى ما يمكن أن يكون الحالة المرغوبة.
ومع ذلك، نظرًا لأن الحالة المزاجية الكتابيّة عبارة عن فئة نحوية، فإن الإشارة إلى الشكل الذي يأخذه الفعل بدلاً من معناه في حالة معينة، قد تستخدم لغة معينة أشكالًا واقعية لعدد من الأغراض بخلاف الغرض الأساسي منها لإصدار بيانات واقعية مباشرة. على سبيل المثال، تستخدم العديد من اللغات صيغ الأفعال الإرشادية لطرح الأسئلة (وهذا ما يسمى أحيانًا بالمزاج الاستفهام) وفي مواقف أخرى مختلفة حيث يكون المعنى في الواقع من نوع غير واقعيّ (كما هو الحال في اللغة الإنجليزية «أتمنى أن تعمل»، حيث يتم استخدام الأعمال على الرغم من أنها تشير إلى الحالة المرغوبة بدلاً من الحالة الحقيقية). لذلك يمكن تعريف الدلالة على أنها الحالة المزاجية المستخدمة في جميع الحالات التي لا تتطلب فيها لغة معينة على وجه التحديد استخدام مزاج آخر. يمكن الإشارة إلى حالة الواقعية المزاجية والمزاج الإرشادي من خلال الاختصارات اللامعة الخاصة بكل منها الحقيقي والمصطنع (real and ind)

## الإرشادية الإنجليزية
تم تمييز الفروق بين الحالة المزاجية الإرشادية وغيرها مثل الشرط بشكل تصريف إلى حد أكبر في الأشكال التاريخية للغة أكثر من اللغة الإنجليزية الحديثة. يوضح الجدول التالي اللواحق الإرشادية المستخدمة في الأفعال العادية في الإنجليزية القديمة والإنجليزية الوسطى والإنجليزية الحديثة المبكرة والحديثة.
الجدول التالي باللغة الإنجليزية: (مع ترجمة عربية)
| (الصيغة الحاضرة) Present tense                    | (الصيغة الحاضرة) Present tense | (الصيغة الحاضرة) Present tense | (الصيغة الحاضرة) Present tense | (الصيغة الماضية) Past tense | (الصيغة الماضية) Past tense | (الصيغة الماضية) Past tense |         |
| (الصيغة المفردة) Singular                         | (الصيغة المفردة) Singular      | (الصيغة المفردة) Singular      | (صيغة الجمع) Plural            | (الصيغة المفردة) Singular   | (الصيغة المفردة) Singular   | (صيغة الجمع) Plural         |         |
| ------------------------------------------------- | ------------------------------ | ------------------------------ | ------------------------------ | --------------------------- | --------------------------- | --------------------------- | ------- |
| First person                                      | Second person                  | Third person                   | (صيغة الجمع) Plural            | First and third person      | Second person               | (صيغة الجمع) Plural         |         |
| (الإنجليزية القديمة) Old English                  | -e                             | -st                            | -eþ                            | -aþ                         | -d-e                        | -d-est                      | -d-on   |
| (الإنجليزية الوسطى) Middle English                | -e, -∅                         | -st, -est                      | -th, -s                        | -e(n)                       | -d(e)                       | -d-st                       | -d-e(n) |
| (الإنجليزية الحديثة المبكرة) Early Modern English | -∅                             | -est, -st                      | -s, -th                        | -∅                          | -d                          | -d-st                       | -d      |
| (الإنجليزية الحديثة) Modern English               | -∅                             | -∅                             | -s                             | -∅                          | -d                          | -d                          | -d      |

في اللغة الإنجليزية الحديثة، يكون المزاج الإرشادي هو لبيانات الواقعية أو الاحتمالية القوية، بالإضافة إلى أنها تعمل كمزاج افتراضي لجميع الحالات التي لا تتطلب استخدام مزاج معين:
- الذيل الشوكي السريع يطير أسرع من أي طائر آخر في العالم. (تدل الحالي)

- ارتفع نهرا ميسوري وميسيسيبي ليسجل ارتفاعات قياسية في عام 1993. (دلالي الماضي)

- سيتذكر سكان الغرب الأوسط الفيضانات لسنوات عديدة قادمة. (إرشادي مستقبلي)

يمكن استخدام بعض الأشكال الإرشادية مع فعل أو فعل أو فعل، إما للتأكيد أو لتكوين أسئلة أو سلبيات.
أمزجة أخرى موجودة في اللغة الإنجليزية إلى جانب الدلائل هي الأمر («كن هادئًا!») والشرط («سأكون هادئًا») (على الرغم من أن هذا لا يتم تحليله دائمًا على أنه حالة مزاجية) وفي بعض اللهجات، فإن الشرط («أقترح عليك أن تكون هادئًا»). لمزيد من المعلومات، راجع الأفعال الإنجليزية واستخدامات أشكال الفعل الإنجليزية. (مصادر إنجليزية)

## معلومات إضافية
على الرغم من أن الدلالة هي عمومًا المزاج الرئيسي أو الواقعي الوحيد، إلا أن بعض اللغات الأخرى لها أشكال إضافية يمكن تصنيفها على أنها حالات مزاجية واقعية منفصلة.
اللغة العربية واللغات السامية الأخرى لها نوعان من الحالة المزاجية النشطة، والتي تعبر عن شيء يؤمن به بقوة أو يرغب المتحدث في التأكيد عليه. معانيها الدقيقة تعتمد على البادئة المرفقة بها. على سبيل المثال، فعل «يَكتُبَنَّ» في مزاج نشيط طويل وله معاني التزام قوية؛ هذا يعني «هو يكتب بالتأكيد»، وإذا سبقه «لَيَكتُبَنَّ»، فسيكون له معنى «يجب أن يكتب». تعبر الطاقة القصيرة عن التزام ضعيف، على سبيل المثال، «يَكتُبَنْ» مما يعني «هو يكاد يكتب»؛ إذا كانت مسبوقة ببادئة مثل،«لَيَكتُبَنْ» فهذا يعني «يجب أن يكتب».
يشير المزاج التوضيحي (رفض مختصر) إلى أن العبارة صحيحة، دون إجراء أي شروط. بالنسبة للعديد من اللغات، يعد هذا مجرد اسم بديل للمزاج الإرشادي، على الرغم من أنه يتم أحيانًا رسم الفروق بينها. قد يتناقض مع الحالة المزاجية الاستنتاجية.
يشار أحيانًا إلى «الحالة المزاجية العامة»، للإدلاء ببيانات عامة حول فئة معينة من الأشياء؛ يمكن اعتبار هذا جانبًا وليس مزاجًا. انظر إلى الجانب العيني (مصدر إنجليزي)
للحصول على السمات النحوية الأخرى التي يمكن اعتبارها لتمييز الحالة المزاجية الواقعية المتميزة، انظر الإثبات، والمزاج الإثباتي الحسي، وانظر أيضا الطريقة اللغوية.